# Titulação redox
Titulação redox (também chamada de titulação oxidação-redução) é um tipo de titulação baseada em um reação redox entre o analito e o titulante.
Titulação redox pode envolver o uso de um indicador redox e/ou um potenciômetro.
Os métodos oxidiométricos podem ser classificados em métodos de oxidação e redução, conforme utilizam soluções padrões de agentes oxidantes ou redutores. Os mais importantes métodos volumétricos de oxidação são os baseados no uso de soluções padrões de KMnO4, K2Cr2O7, KIO3 e I2.

## Exemplo
Um exemplo de uma titulação redox é o tratamento de uma solução de iodo com um agente de redução e usando amido como indicador onde o Iodo forma um complexo de azul intenso com o amido. Iodo (I2) pode ser reduzido a iodeto (I−), e quando todo iodo é consumido a cor azul desaparece. Isto é chamado uma titulação iodométrica.
Mais frequentemente a redução de iodo a iodeto é a última etapa de uma série de reações onde a reação inicial é usada para converter uma desconhecida quantidade do analito (a substância que se quer analisar) a uma quantidade equivalente de iodo, a qual pode então ser titulada. Algumas vezes outros halogênios são usados nas reações intermediárias porque eles são disponíveis em soluções padrão melhor mensuráveis e/ou reagem mais prontamente com o analito. As etapas extras na titulação iodométrica pode ter importância por causa do ponto de equivalência, onde a cor azul torna-se incolor, é mais distinta do que alguns outros métodos analíticos.
Tal série de reações em soluções aquosa com resorcinol como analito, bromato como padrão, tiossulfato como titulante e amido como indicador, pode ser como segue. Números de oxidação são apresentados entre parênteses.
1. {\displaystyle BrO_{3}^{-}(5)+5Br^{-}(-1)+6H^{+}\ \to \ 3Br_{2}(0)+3H_{2}O}
2. {\displaystyle 3Br_{2}(0)+resorcinol\ \to \ 3HBr(-1)+tribromo(+1)resorcinol}
3. {\displaystyle Br_{2}(0)+2I^{-}(-1)\ \to \ 2Br^{-}(-1)+I_{2}(0)}
4. {\displaystyle I_{2}(0)+2SSO_{3}^{2-}(-1,5)\ \to \ 2I^{-}(-1)+(SSO_{3})_{2}^{2-}(0,5)}

Nessa reação, temos:
1. Bromato + excesso de brometo em solução ácida → Bromo + água. Bromo continua a ii.
2. Bromo + resorcinol → Brometo de hidrogênio + tribromoresorcinol. Bromo não reagido continua a iii.
3. Bromo + excesso de iodo → Bromo + iodo. Iodo continua a iv.
4. Iodo + tiossulfato → Iodo + tetrationato.

Chamemos as quantidades iniciais de resorcinol e bromato R e B, e a quantidade de tiossulfato T, onde B e T são conhecidas e R é desconhecida – mas nós temos que certificar-se que R seja menor que B. (Todas as quantidades estão em mol). Então R = B - T/6